# 斯沃茨 (路易斯安那州)
斯沃茨（英語：Swartz）是位於美國路易斯安那州沃希托堂區的一個普查規定居民點。

## 人口
根據2020年美國人口普查的數據，斯沃茨的面積為21.07平方千米，當中陸地面積為21.07平方千米，而水域面積為0.00平方千米。當地共有人口4354人，而人口密度為每平方千米206.64人。